# Triaenoneura
Triaenoneura is een geslacht van vlinders van de familie snuitmotten (Pyralidae), uit de onderfamilie Phycitinae.

## Soorten
- T. albifascia Rebel, 1912
- T. laticinctella Walker, 1866